# Иуда Кириак (епископ Иерусалимский)
Иуда Кириак, также известный как Иуда Иерусалимский -  правнук Иуды, брата Иисуса, и последний еврейский епископ Иерусалима, согласно Епифанию Саламинскому и Евсевию Кесарийскому.
Хотя начало его пребывания на посту епископа Иерусалимского неизвестно, говорят, что Иуда жил после восстания Бар-Кохбы (132—136), примерно до одиннадцатого года правления Антонина Пия (ок. 148 г. н. э.), хотя Марк был назначен епископом Элии Капитолийской в 135 году митрополитом Кесарийским.
Он также упоминается в апокрифическом письме Иакова к Квадрату.